# Ross County Football Club 2012-2013
Questa voce raccoglie le informazioni riguardanti il Ross County nelle competizioni ufficiali della stagione 2012-2013.

## Stagione
Alla prima stagione in Scottish Premier League, la squadra terminò con un buon quinto posto finale, mentre sia in Coppa di Scozia (per mano dell'Inverness) che in Coppa di Lega (per mano del Raith Rovers) l'eliminazione fu immediata.

## Maglie
| Manica sinistra · Maglietta · Maglietta · Manica destra · Pantaloncini · Pantaloncini · Calzettoni · Calzettoni | Manica sinistra · Maglietta · Maglietta · Manica destra · Pantaloncini · Pantaloncini · Calzettoni · Calzettoni |

## Rosa
| N. |                             | Ruolo | Calciatore        |
| -- | --------------------------- | ----- | ----------------- |
| 1  | Scozia (bandiera)           | P     | Michael Fraser    |
| 3  | Svizzera (bandiera)         | D     | Branislav Micic   |
| 4  | Scozia (bandiera)           | D     | Grant Munro       |
| 5  | Scozia (bandiera)           | D     | Scott Boyd        |
| 7  | Scozia (bandiera)           | C     | Stuart Kettlewell |
| 10 | Scozia (bandiera)           | C     | Richard Brittain  |
| 11 | Scozia (bandiera)           | C     | Iain Vigurs       |
| 12 | Scozia (bandiera)           | C     | Rocco Quinn       |
| 13 | Canada (bandiera)           | D     | André Hainault    |
| 14 | Scozia (bandiera)           | A     | Martin Scott      |
| 15 | Germania (bandiera)         | A     | Steffen Wohlfarth |
| 16 | Irlanda del Nord (bandiera) | A     | Ivan Sproule      |
| 17 | Irlanda del Nord (bandiera) | A     | Sam Morrow        |
| 18 | Grecia (bandiera)           | D     | Vangelis Ikonomou |
| 19 | Scozia (bandiera)           | P     | Paul Gallacher    |

| N. |                        | Ruolo | Calciatore        |
| -- | ---------------------- | ----- | ----------------- |
| 20 | Scozia (bandiera)      | A     | Gary Glen         |
| 21 | Scozia (bandiera)      | D     | Alex Cooper       |
| 22 | Svizzera (bandiera)    | D     | Mihael Kovačević  |
| 24 | Scozia (bandiera)      | A     | Steven Ross       |
| 25 | Scozia (bandiera)      | P     | Mark Brown        |
| 29 | Scozia (bandiera)      | C     | Mark Fotheringham |
| -  | Scozia (bandiera)      | D     | Ross Tokely       |
| -  | Inghilterra (bandiera) | D     | Jon Bateson       |
| -  | Scozia (bandiera)      | C     | Paul Lawson       |
| -  | Scozia (bandiera)      | C     | Russell Duncan    |
| -  | Scozia (bandiera)      | C     | Marc Fitzpatrick  |
| -  | Scozia (bandiera)      | C     | Mark Corcoran     |
| -  | Scozia (bandiera)      | A     | Colin McMenamin   |
| -  | Irlanda (bandiera)     | A     | Kurtis Byrne      |

## Risultati

### Scottish Premiership
| Dingwall 4 agosto 2012, ore 16:00 1ª giornata | Ross County | 0 – 0 referto | Motherwell | Global Energy Stadium (4.828 spett.)\| Arbitro: \| Alan Muir \| |
| Arbitro:                                      | Alan Muir   |               |            |                                                                 |

| Aberdeen 11 agosto 2012, ore 16:00 2ª giornata | Aberdeen    | 0 – 0 referto | Ross County | Pittodrie Stadium (14.010 spett.)\| Arbitro: \| Euan Norris \| |
| Arbitro:                                       | Euan Norris |               |             |                                                                |

| Arbitro: | Craig Thomson |

|                      |           |                     |
| Richard Brittain 49’ | Marcatori | 90'+3’ Kris Commons |

| Arbitro: | Steven McLean |

|  |           |                             |
|  | Marcatori | 72’ (rig.) Richard Brittain |

| Dingwall 1º settembre 2012, ore 16:00 5ª giornata | Ross County | 0 – 0 referto | Kilmarnock | Global Energy Stadium (4.006 spett.)\| Arbitro: \| John Beaton \| |
| Arbitro:                                          | John Beaton |               |            |                                                                   |

| Dundee 14 settembre 2012, ore 20:45 6ª giornata | Dundee Utd    | 0 – 0 referto | Ross County | Tannadice Park (6.892 spett.)\| Arbitro: \| Willie Collum \| |
| Arbitro:                                        | Willie Collum |               |             |                                                              |

| Arbitro: | Crawford Allan |

|                |           |                                  |
| Sam Morrow 68’ | Marcatori | 30’ Liam Craig 86’ Frazer Wright |

| Arbitro: | Steven McLean |

|                                                                                              |           |                                                                 |
| Steven Thompson 39’ Lewis Guy 54’ (rig.) Sam Parkin 59’ Kenny McLean 64’ Steven Thompson 89’ | Marcatori | 11’ Iain Vigurs 44’ Grant Munro 79’ Rocco Quinn 80’ Rocco Quinn |

| Arbitro: | Iain Brines |

|                                                   |           |                 |
| Ross Draper 9’ Andrew Shinnie 28’ Aaron Doran 87’ | Marcatori | 48’ Iain Vigurs |

| Arbitro: | Steven McLean |

|                                                          |           |                                     |
| Stuart Kettlewell 9’ Iain Vigurs 34’ Colin McMenamin 83’ | Marcatori | 6’ Leigh Griffiths 45’ James McPake |

| Arbitro: | Craig Charleston |

|                                          |           |                                                   |
| Arvydas Novikovas 41’ John Sutton 90'+4’ | Marcatori | 55’ (rig.) Richard Brittain 77’ Stuart Kettlewell |

| Arbitro: | Craig Thomson |

|                                          |           |                  |
| Mark Reynolds 37’ (aut.) Steven Ross 49’ | Marcatori | 77’ Niall McGinn |

| Arbitro: | Bobby Madden |

|                                                        |           |  |
| Paul Heffernan 66’ Gary Harkins 77’ Paul Heffernan 82’ | Marcatori |  |

| Arbitro: | Willie Collum |

|                 |           |                       |
| Dave Mackay 51’ | Marcatori | 70’ (aut.) Liam Craig |

| Arbitro: | Iain Brines |

|                 |           |                                         |
| Iain Vigurs 49’ | Marcatori | 52’ Johnny Russell 64’ Stuart Armstrong |

| Dingwall 27 novembre 2012, ore 20:45 16ª giornata | Ross County   | 0 – 0 referto | St. Mirren | Global Energy Stadium (2.837 spett.)\| Arbitro: \| Steven McLean \| |
| Arbitro:                                          | Steven McLean |               |            |                                                                     |

| Arbitro: | Calum Murray |

|                                                   |           |                                 |
| Michael Higdon 25’ Nicky Law 46’ Keith Lasley 82’ | Marcatori | 17’ Rocco Quinn 70’ Rocco Quinn |

| Arbitro: | Alan Muir |

|               |           |                   |
| Gary Glen 74’ | Marcatori | 37’ Iain Davidson |

| Arbitro: | Euan Norris |

|                                                                   |           |  |
| Scott Brown 46’ Gary Hooper 53’ Gary Hooper 64’ James Forrest 70’ | Marcatori |  |

| Arbitro: | John Beaton |

|  |           |                      |
|  | Marcatori | 57’ Richard Brittain |

| Arbitro: | Stephen Finnie |

|                                    |           |                                   |
| Rocco Quinn 21’ Iain Vigurs 90'+2’ | Marcatori | 31’ Michael Ngoo 63’ Jamie Walker |

| Dingwall 2 marzo 2013, ore 16:00 22ª giornata | Ross County   | 0 – 0 referto | Inverness | Global Energy Stadium (5.959 spett.)\| Arbitro: \| Steven McLean \| |
| Arbitro:                                      | Steven McLean |               |           |                                                                     |

| Arbitro: | Euan Norris |

|                     |           |                                                                       |
| Steven Thompson 50’ | Marcatori | 22’ Richard Brittain 67’ Sam Morrow 71’ Ivan Sproule 74’ Ivan Sproule |

| Arbitro: | Iain Brines |

|                        |           |                      |
| Gary Mackay-Steven 52’ | Marcatori | 82’ Richard Brittain |

| Arbitro: | Bobby Madden |

|                  |           |  |
| Ivan Sproule 36’ | Marcatori |  |

| Arbitro: | Dr John McKendrick |

|  |           |                                  |
|  | Marcatori | 80’ Paul Lawson 90'+3’ Gary Glen |

| Arbitro: | Graham Beaton |

|                  |           |  |
| Ivan Sproule 11’ | Marcatori |  |

| Arbitro: | Willie Collum |

|                                                       |           |  |
| Ivan Sproule 34’ Richard Brittain 71’ Iain Vigurs 89’ | Marcatori |  |

| Arbitro: | Crawford Allan |

|  |           |               |
|  | Marcatori | 81’ Gary Glen |

| Arbitro: | Willie Collum |

|                                                         |           |                                     |
| Grant Munro 30’ Sam Morrow 36’ Steffen Wohlfarth 90'+1’ | Marcatori | 15’ Charlie Mulgrew 21’ Gary Hooper |

| Arbitro: | Iain Brines |

|                                          |           |                 |
| Andrew Shinnie 5’ Billy McKay 59’ (rig.) | Marcatori | 35’ Paul Lawson |

| Arbitro: | Euan Norris |

|  |           |                 |
|  | Marcatori | 2’ James Fowler |

| Arbitro: | Alan Muir |

|                                                                               |           |                                             |
| Michael Ngoo 49’ Jason Holt 79’ Vangelis Ikonomou 80’ (aut.) Michael Ngoo 84’ | Marcatori | 22’ Steffen Wohlfarth 54’ Steffen Wohlfarth |

| Arbitro: | Willie Collum |

|                                       |           |                                                         |
| Steven MacLean 6’ Murray Davidson 25’ | Marcatori | 15’ (rig.) Richard Brittain 76’ (rig.) Richard Brittain |

| Arbitro: | Kevin Clancy |

|                  |           |  |
| Ivan Sproule 54’ | Marcatori |  |

| Arbitro: | Steven McLean |

|                 |           |                   |
| Iain Vigurs 41’ | Marcatori | 4’ Anthony Stokes |

| Arbitro: | Craig Thomson |

|                                      |           |  |
| James McFadden 8’ Chris Humphrey 45’ | Marcatori |  |

| Arbitro: | Euan Norris |

|                    |           |  |
| André Hainault 44’ | Marcatori |  |

### Scottish Cup
| Arbitro: | Craig Thomson |

|                                                         |           |                                                        |
| Rocco Quinn 49’ Iain Vigurs 86’ Richard Brittain 90'+3’ | Marcatori | 30’ Billy McKay 74’ Richie Foran 90'+5’ Philip Roberts |

| Arbitro: | Craig Thomson |

|                                       |           |                 |
| Billy McKay 9’ (rig.) Billy McKay 54’ | Marcatori | 41’ Iain Vigurs |

### Scottish League Cup
| Arbitro: | Dr John McKendrick |

|                    |           |                                                                    |
| Russell Duncan 84’ | Marcatori | 25’ Greig Spence 41’ Brian Graham 51’ Dougie Hill 63’ Brian Graham |